# Juan-de-Fuca-Straße
Die Juan-de-Fuca-Straße (englisch Strait of Juan de Fuca) ist eine Meerenge an der Westküste Nordamerikas.
Der Meeresarm des Pazifischen Ozeans ragt zwischen der Vancouver-Insel (British Columbia) und der Halbinsel Olympic Peninsula (Washington) etwa 150 Kilometer ins Landesinnere hinein, ehe er in nördlicher Richtung in die Straße von Georgia und in südliche Richtung in den Puget Sound übergeht. Die Meerenge hat eine Breite von etwa 20 bis 25 Kilometern; an ihrem östlichen Ende breitet sie sich auf mehr als 40 Kilometer aus.

Satellitenaufnahme

Die Juan-de-Fuca-Straße ist ab der Pazifik-Mündung auf einer Länge von rund 150 Kilometern eine überschaubare Wasserstraße, in deren Mitte die Staatsgrenze der Vereinigten Staaten und Kanada verläuft. Danach geht das Gewässer in eine weite Bucht mit vielen kleinen Inseln und weiteren Wasserstraßen über.
Die größten Inseln am Ende der Juan-de-Fuca-Straße sind Whidbey, Orcas, Fidalgo, Lopez und San Juan. Wichtigste Städte der Meeresarms sind Victoria in der kanadischen Provinz British Columbia und Port Angeles im US-Bundesstaat Washington. Zwischen beiden Städten verkehrt eine internationale Fähre.
Die Juan-de-Fuca-Straße ist nach dem griechischen Seefahrer Juan de Fuca (eigentlich Ioannis Phokas) benannt, der 1592 hier vorbeigesegelt war, um für Spanien die Meerenge von Anian (Nordwestpassage) zu suchen.
Der wasserseitige Grenzverlauf war Bestandteil des historischen Schweinekonflikts 1859–72 sowie des immer noch aktuellen Gebietsdisputes zwischen Kanada und den Vereinigten Staaten von Amerika.
Inzwischen ist bekannt, dass die Region immer wieder von schweren Tsunamis betroffen war. Durch Grabungen und dendrochronologische Untersuchungen ließen sich die Beben für die Zeit um 1700, 1310, 810 n. Chr. und 170 und 780 v. Chr. nachweisen.